# Danh sách video phát hành tại gia của Thám tử lừng danh Conan
Đây là danh sách video phát hành tại gia của anime Thám tử lừng danh Conan.

## DVD
| Volume    | Volume  | Volume            | Tập Jp.                   | Ngày phát hành            | Tham khảo |
| --------- | ------- | ----------------- | ------------------------- | ------------------------- | --------- |
|           | Phần 1  | Volume 1          | 1–4                       | ngày 24 tháng 2 năm 2006  | [ 1 ]     |
| Volume 2  | Phần 1  | 5–8               | ngày 24 tháng 2 năm 2006  |                           | [ 1 ]     |
| Volume 3  | Phần 1  | 9–11              | ngày 24 tháng 2 năm 2006  |                           | [ 1 ]     |
| Volume 4  | Phần 1  | 12–15             | ngày 24 tháng 2 năm 2006  |                           | [ 1 ]     |
| Volume 5  | Phần 1  | 16–19             | ngày 24 tháng 2 năm 2006  |                           | [ 1 ]     |
| Volume 6  | Phần 1  | 20–23             | ngày 24 tháng 2 năm 2006  |                           | [ 1 ]     |
| Volume 7  | Phần 1  | 24–25, 27-28      | ngày 24 tháng 2 năm 2006  |                           | [ 1 ]     |
|           | Phần 2  | Volume 1          | 26, 29–31                 | ngày 24 tháng 2 năm 2006  | [ 2 ]     |
| Volume 2  | Phần 2  | 32–35             | ngày 24 tháng 2 năm 2006  |                           | [ 2 ]     |
| Volume 3  | Phần 2  | 36–38, 41         | ngày 24 tháng 2 năm 2006  |                           | [ 2 ]     |
| Volume 4  | Phần 2  | 39–40, 42–43      | ngày 24 tháng 2 năm 2006  |                           | [ 2 ]     |
| Volume 5  | Phần 2  | 44–47             | ngày 24 tháng 2 năm 2006  |                           | [ 2 ]     |
| Volume 6  | Phần 2  | 48–51             | ngày 24 tháng 2 năm 2006  |                           | [ 2 ]     |
| Volume 7  | Phần 2  | 52–54             | ngày 24 tháng 2 năm 2006  |                           | [ 2 ]     |
|           | Phần 3  | Volume 1          | 55–58                     | ngày 24 tháng 3 năm 2006  | [ 3 ]     |
| Volume 2  | Phần 3  | 59–62             | ngày 24 tháng 3 năm 2006  |                           | [ 3 ]     |
| Volume 3  | Phần 3  | 63–66             | ngày 24 tháng 3 năm 2006  |                           | [ 3 ]     |
| Volume 4  | Phần 3  | 67–70             | ngày 24 tháng 3 năm 2006  |                           | [ 3 ]     |
| Volume 5  | Phần 3  | 71–74             | ngày 24 tháng 3 năm 2006  |                           | [ 3 ]     |
| Volume 6  | Phần 3  | 75–76, 79         | ngày 24 tháng 3 năm 2006  |                           | [ 3 ]     |
| Volume 7  | Phần 3  | 77–78, 81–82      | ngày 24 tháng 3 năm 2006  |                           | [ 3 ]     |
|           | Phần 4  | Volume 1          | 80, 83–85                 | ngày 24 tháng 3 năm 2006  | [ 4 ]     |
| Volume 2  | Phần 4  | 86–89             | ngày 24 tháng 3 năm 2006  |                           | [ 4 ]     |
| Volume 3  | Phần 4  | 90–93             | ngày 24 tháng 3 năm 2006  |                           | [ 4 ]     |
| Volume 4  | Phần 4  | 96                | ngày 24 tháng 3 năm 2006  |                           | [ 4 ]     |
| Volume 5  | Phần 4  | 94–95, 98–99      | ngày 24 tháng 3 năm 2006  |                           | [ 4 ]     |
| Volume 6  | Phần 4  | 100–103           | ngày 24 tháng 3 năm 2006  |                           | [ 4 ]     |
| Volume 7  | Phần 4  | 97, 104–106       | ngày 24 tháng 3 năm 2006  |                           | [ 4 ]     |
|           | Phần 5  | Volume 1          | 107–109, 112              | ngày 24 tháng 3 năm 2006  | [ 5 ]     |
| Volume 2  | Phần 5  | 110–111, 114–115  | ngày 24 tháng 3 năm 2006  |                           | [ 5 ]     |
| Volume 3  | Phần 5  | 113, 116–117, 119 | ngày 24 tháng 3 năm 2006  |                           | [ 5 ]     |
| Volume 4  | Phần 5  | 118, 120, 123     | ngày 24 tháng 3 năm 2006  |                           | [ 5 ]     |
| Volume 5  | Phần 5  | 121–122, 124–125  | ngày 24 tháng 3 năm 2006  |                           | [ 5 ]     |
| Volume 6  | Phần 5  | 126–127, 130–131  | ngày 24 tháng 3 năm 2006  |                           | [ 5 ]     |
| Volume 7  | Phần 5  | 128, 132–134      | ngày 24 tháng 3 năm 2006  |                           | [ 5 ]     |
| Volume 8  | Phần 5  | 129               | ngày 24 tháng 3 năm 2006  |                           | [ 5 ]     |
|           | Phần 6  | Volume 1          | 135–137 & 140             | ngày 25 tháng 10 năm 2000 | [ 7 ]     |
| Volume 2  | Phần 6  | 138–139, 141–142  | ngày 25 tháng 10 năm 2000 |                           | [ 7 ]     |
| Volume 3  | Phần 6  | 143–145, 148      | ngày 25 tháng 11 năm 2000 |                           | [ 7 ]     |
| Volume 4  | Phần 6  | 146–147 149, 152  | ngày 25 tháng 11 năm 2000 |                           | [ 7 ]     |
| Volume 5  | Phần 6  | 150–151, 153–154  | ngày 25 tháng 12 năm 2000 |                           | [ 7 ]     |
| Volume 6  | Phần 6  | 155–158           | ngày 25 tháng 12 năm 2000 |                           | [ 7 ]     |
| Volume 7  | Phần 6  | 159–160, 162      | ngày 25 tháng 12 năm 2000 |                           | [ 7 ]     |
|           | Phần 7  | Volume 1          | 161, 163–165              | ngày 25 tháng 5 năm 2001  | [ 8 ]     |
| Volume 2  | Phần 7  | 166–169           | ngày 25 tháng 6 năm 2001  |                           | [ 8 ]     |
| Volume 3  | Phần 7  | 170–173           | ngày 25 tháng 7 năm 2001  |                           | [ 8 ]     |
| Volume 4  | Phần 7  | 174               | ngày 25 tháng 8 năm 2001  |                           | [ 8 ]     |
| Volume 5  | Phần 7  | 175–178           | ngày 25 tháng 9 năm 2001  |                           | [ 8 ]     |
| Volume 6  | Phần 7  | 179–182           | ngày 25 tháng 10 năm 2001 |                           | [ 8 ]     |
| Volume 7  | Phần 7  | 183–184, 187      | ngày 25 tháng 11 năm 2001 |                           | [ 8 ]     |
| Volume 8  | Phần 7  | 185–186, 188–189  | ngày 15 tháng 12 năm 2001 |                           | [ 8 ]     |
| Volume 9  | Phần 7  | 190–193           | ngày 15 tháng 1 năm 2002  |                           | [ 8 ]     |
|           | Phần 8  | Volume 1          | 194–196, 207              | ngày 25 tháng 3 năm 2002  | [ 9 ]     |
| Volume 2  | Phần 8  | 197–200           | ngày 25 tháng 4 năm 2002  |                           | [ 9 ]     |
| Volume 3  | Phần 8  | 201–204           | ngày 25 tháng 5 năm 2002  |                           | [ 9 ]     |
| Volume 4  | Phần 8  | 205–206, 208      | ngày 25 tháng 6 năm 2002  |                           | [ 9 ]     |
| Volume 5  | Phần 8  | 209–211, 214      | ngày 25 tháng 7 năm 2002  |                           | [ 9 ]     |
| Volume 6  | Phần 8  | 212–213, 215–216  | ngày 25 tháng 8 năm 2002  |                           | [ 9 ]     |
| Volume 7  | Phần 8  | 219               | ngày 25 tháng 9 năm 2002  |                           | [ 9 ]     |
|           | Phần 9  | Volume 1          | 217–218, 220–221          | ngày 25 tháng 12 năm 2002 | [ 10 ]    |
| Volume 2  | Phần 9  | 222–225           | ngày 25 tháng 1 năm 2003  |                           | [ 10 ]    |
| Volume 3  | Phần 9  | 226–229           | ngày 25 tháng 2 năm 2003  |                           | [ 10 ]    |
| Volume 4  | Phần 9  | 230–232, 235      | ngày 25 tháng 3 năm 2003  |                           | [ 10 ]    |
| Volume 5  | Phần 9  | 234–237           | ngày 25 tháng 4 năm 2003  |                           | [ 10 ]    |
| Volume 6  | Phần 9  | 238–241           | ngày 25 tháng 5 năm 2003  |                           | [ 10 ]    |
| Volume 7  | Phần 9  | 242–245           | ngày 25 tháng 6 năm 2003  |                           | [ 10 ]    |
| Volume 8  | Phần 9  | 246–248, 251      | ngày 25 tháng 6 năm 2003  |                           | [ 10 ]    |
| Volume 9  | Phần 9  | 249–250, 253–254  | ngày 25 tháng 8 năm 2003  |                           | [ 10 ]    |
|           | Phần 10 | Volume 1          | 252, 255–257              | ngày 22 tháng 10 năm 2004 | [ 11 ]    |
| Volume 2  | Phần 10 | 258–259, 261–262  | ngày 22 tháng 10 năm 2004 |                           | [ 11 ]    |
| Volume 3  | Phần 10 | 260, 266–268      | ngày 26 tháng 11 năm 2004 |                           | [ 11 ]    |
| Volume 4  | Phần 10 | 263, 273          | ngày 26 tháng 11 năm 2004 |                           | [ 11 ]    |
| Volume 5  | Phần 10 | 264–265, 269–270  | ngày 24 tháng 12 năm 2004 |                           | [ 11 ]    |
| Volume 6  | Phần 10 | 271–272, 274–275  | ngày 24 tháng 12 năm 2004 |                           | [ 11 ]    |
| Volume 7  | Phần 10 | 276–278, 281      | ngày 21 tháng 1 năm 2005  |                           | [ 11 ]    |
| Volume 8  | Phần 10 | 279–280, 282–283  | ngày 21 tháng 1 năm 2005  |                           | [ 11 ]    |
| Volume 9  | Phần 10 | 284–285, 289–290  | ngày 25 tháng 2 năm 2005  |                           | [ 11 ]    |
|           | Phần 11 | Volume 1          | 286–288, 296              | ngày 25 tháng 3 năm 2005  | [ 12 ]    |
| Volume 2  | Phần 11 | 291–293, 303      | ngày 25 tháng 3 năm 2005  |                           | [ 12 ]    |
| Volume 3  | Phần 11 | 291–293, 303      | ngày 22 tháng 4 năm 2005  |                           | [ 12 ]    |
| Volume 4  | Phần 11 | 299–302           | ngày 22 tháng 4 năm 2005  |                           | [ 12 ]    |
| Volume 5  | Phần 11 | 304, 314          | ngày 27 tháng 5 năm 2005  |                           | [ 12 ]    |
| Volume 6  | Phần 11 | 295–308           | ngày 27 tháng 5 năm 2005  |                           | [ 12 ]    |
| Volume 7  | Phần 11 | 209–311, 315      | ngày 24 tháng 6 năm 2005  |                           | [ 12 ]    |
| Volume 8  | Phần 11 | 312–313, 320, 328 | ngày 24 tháng 6 năm 2005  |                           | [ 12 ]    |
|           | Phần 12 | Volume 1          | 316–319                   | ngày 22 tháng 7 năm 2005  | [ 13 ]    |
| Volume 2  | Phần 12 | 321–324           | ngày 22 tháng 7 năm 2005  |                           | [ 13 ]    |
| Volume 3  | Phần 12 | 325–327, 337      | ngày 26 tháng 8 năm 2005  |                           | [ 13 ]    |
| Volume 4  | Phần 12 | 329–332           | ngày 26 tháng 8 năm 2005  |                           | [ 13 ]    |
| Volume 5  | Phần 12 | 333–336           | ngày 22 tháng 9 năm 2005  |                           | [ 13 ]    |
| Volume 6  | Phần 12 | 338–341           | ngày 22 tháng 9 năm 2005  |                           | [ 13 ]    |
| Volume 7  | Phần 12 | 342–344           | ngày 28 tháng 10 năm 2005 |                           | [ 13 ]    |
| Volume 8  | Phần 12 | 345               | ngày 28 tháng 10 năm 2005 |                           | [ 13 ]    |
| Volume 9  | Phần 12 | 346–349           | ngày 25 tháng 11 năm 2005 |                           | [ 13 ]    |
| Volume 10 | Phần 12 | 350–353           | ngày 25 tháng 11 năm 2005 |                           | [ 13 ]    |
|           | Phần 13 | Volume 1          | 354–356                   | ngày 23 tháng 12 năm 2005 | [ 14 ]    |
| Volume 2  | Phần 13 | 357–360           | ngày 23 tháng 12 năm 2005 |                           | [ 14 ]    |
| Volume 3  | Phần 13 | 361–363, 368      | ngày 27 tháng 1 năm 2006  |                           | [ 14 ]    |
| Volume 4  | Phần 13 | 364–367           | ngày 27 tháng 1 năm 2006  |                           | [ 14 ]    |
| Volume 5  | Phần 13 | 369–372           | ngày 24 tháng 2 năm 2006  |                           | [ 14 ]    |
| Volume 6  | Phần 13 | 373–376           | ngày 24 tháng 2 năm 2006  |                           | [ 14 ]    |
| Volume 7  | Phần 13 | 377–380           | ngày 24 tháng 3 năm 2006  |                           | [ 14 ]    |
| Volume 8  | Phần 13 | 381–382, 388–389  | ngày 24 tháng 3 năm 2006  |                           | [ 14 ]    |
| Volume 9  | Phần 13 | 383               | ngày 28 tháng 4 năm 2006  |                           | [ 14 ]    |
| Volume 10 | Phần 13 | 384–387           | ngày 28 tháng 4 năm 2006  |                           | [ 14 ]    |
|           | Phần 14 | Volume 1          | 390–393                   | ngày 26 tháng 5 năm 2006  | [ 15 ]    |
| Volume 2  | Phần 14 | 394–397           | ngày 26 tháng 5 năm 2006  |                           | [ 15 ]    |
| Volume 3  | Phần 14 | 398–400, 405      | ngày 23 tháng 6 năm 2006  |                           | [ 15 ]    |
| Volume 4  | Phần 14 | 401–404           | ngày 23 tháng 6 năm 2006  |                           | [ 15 ]    |
| Volume 5  | Phần 14 | 406–408, 413      | ngày 28 tháng 7 năm 2006  |                           | [ 15 ]    |
| Volume 6  | Phần 14 | 409–412           | ngày 28 tháng 7 năm 2006  |                           | [ 15 ]    |
| Volume 7  | Phần 14 | 414–417           | ngày 25 tháng 8 năm 2006  |                           | [ 15 ]    |
| Volume 8  | Phần 14 | 418–420, 423      | ngày 25 tháng 8 năm 2006  |                           | [ 15 ]    |
| Volume 9  | Phần 14 | 421–422, 424, 426 | ngày 22 tháng 9 năm 2006  |                           | [ 15 ]    |
| Volume 10 | Phần 14 | 425               | ngày 27 tháng 10 năm 2006 |                           | [ 15 ]    |
|           | Phần 15 | Volume 1          | 427–430                   | ngày 22 tháng 12 năm 2006 | [ 16 ]    |
| Volume 2  | Phần 15 | 431–434           | ngày 26 tháng 1 năm 2007  |                           | [ 16 ]    |
| Volume 3  | Phần 15 | 435–438           | ngày 23 tháng 2 năm 2007  |                           | [ 16 ]    |
| Volume 4  | Phần 15 | 439–442           | ngày 23 tháng 3 năm 2007  |                           | [ 16 ]    |
| Volume 5  | Phần 15 | 443–445, 448      | ngày 27 tháng 4 năm 2007  |                           | [ 16 ]    |
| Volume 6  | Phần 15 | 446–447, 449      | ngày 25 tháng 5 năm 2007  |                           | [ 16 ]    |
| Volume 7  | Phần 15 | 450–452           | ngày 29 tháng 6 năm 2007  |                           | [ 16 ]    |
| Volume 8  | Phần 15 | 453–456           | ngày 29 tháng 7 năm 2007  |                           | [ 16 ]    |
| Volume 9  | Phần 15 | 457–460           | ngày 24 tháng 8 năm 2007  |                           | [ 16 ]    |
| Volume 10 | Phần 15 | 462–465           | ngày 28 tháng 9 năm 2007  |                           | [ 16 ]    |
|           | Phần 16 | Volume 1          | 461, 466–468              | 25/1/2008                 | [ 17 ]    |
| Volume 2  | Phần 16 | 469–471, 474      | 22/2/2008                 |                           | [ 17 ]    |
| Volume 3  | Phần 16 | 472–473, 475, 478 | 28/3/ 2008                |                           | [ 17 ]    |
| Volume 4  | Phần 16 | 476–477, 480, 483 | 25/4/ 2008                |                           | [ 17 ]    |
| Volume 5  | Phần 16 | 479               | 23/5/ 2008                |                           | [ 17 ]    |
| Volume 6  | Phần 16 | 481–482, 484–485  | 27/6/2008                 |                           | [ 17 ]    |
| Volume 7  | Phần 16 | 487–488           | 25/7/2008                 |                           | [ 17 ]    |
| Volume 8  | Phần 16 | 489–490           | 22/8/ 2008                |                           | [ 17 ]    |
|           | Phần 17 | Volume 1          | 486, 491–493              | 26/9/2008                 | [ 18 ]    |
| Volume 2  | Phần 17 | 494–497           | 24/10/ 2008               |                           | [ 18 ]    |
| Volume 3  | Phần 17 | 498–501           | ngày 1 tháng 1 năm 2009   |                           | [ 18 ]    |
| Volume 4  | Phần 17 | 502–504, 512      | ngày 27 tháng 2 năm 2009  |                           | [ 18 ]    |
| Volume 5  | Phần 17 | 505–508           | ngày 27 tháng 3 năm 2009  |                           | [ 18 ]    |
| Volume 6  | Phần 17 | 509–511, 520      | ngày 24 tháng 4 năm 2009  |                           | [ 18 ]    |
| Volume 7  | Phần 17 | 513–515           | ngày 22 tháng 5 năm 2009  |                           | [ 18 ]    |
| Volume 8  | Phần 17 | 516–517, 526      | ngày 26 tháng 6 năm 2009  |                           | [ 18 ]    |
| Volume 9  | Phần 17 | 518–519, 521      | ngày 24 tháng 7 năm 2009  |                           | [ 18 ]    |
| Volume 10 | Phần 17 | 522–523, 527      | ngày 28 tháng 8 năm 2009  |                           | [ 18 ]    |
|           | Phần 18 | Volume 1          | 524–525, 528–529          | ngày 23 tháng 10 năm 2009 | [ 19 ]    |
| Volume 2  | Phần 18 | 530–533           | ngày 26 tháng 2 năm 2010  |                           | [ 19 ]    |
| Volume 3  | Phần 18 | 534–536, 539      | ngày 26 tháng 3 năm 2010  |                           | [ 19 ]    |
| Volume 4  | Phần 18 | 537–538, 540–541  | ngày 23 tháng 4 năm 2010  |                           | [ 19 ]    |
| Volume 5  | Phần 18 | 542–544, 553      | ngày 28 tháng 5 năm 2010  |                           | [ 19 ]    |
| Volume 6  | Phần 18 | 545–548           | ngày 25 tháng 6 năm 2010  |                           | [ 19 ]    |
| Volume 7  | Phần 18 | 549–552           | ngày 23 tháng 7 năm 2010  |                           | [ 19 ]    |
| Volume 8  | Phần 18 | 554–557           | ngày 27 tháng 8 năm 2010  |                           | [ 19 ]    |
| Volume 9  | Phần 18 | 558–561           | ngày 24 tháng 9 năm 2010  |                           | [ 19 ]    |
| Volume 10 | Phần 18 | 562–565           | ngày 22 tháng 10 năm 2010 |                           | [ 19 ]    |
|           | Phần 19 | Volume 1          | 566–569                   | ngày 28 tháng 1 năm 2011  | [ 20 ]    |
| Volume 2  | Phần 19 | 570–572,577       | ngày 25 tháng 2 năm 2011  |                           | [ 20 ]    |
| Volume 3  | Phần 19 | 573–576           | ngày 8 tháng 4 năm 2011   |                           | [ 20 ]    |
| Volume 4  | Phần 19 | 578–581           | ngày 22 tháng 4 năm 2011  |                           | [ 20 ]    |
| Volume 5  | Phần 19 | 582–585           | ngày 27 tháng 5 năm 2011  |                           | [ 20 ]    |
| Volume 6  | Phần 19 | 586–588, 591      | ngày 24 tháng 6 năm 2011  |                           | [ 20 ]    |
| Volume 7  | Phần 19 | 589–590, 592–593  | ngày 22 tháng 7 năm 2011  |                           | [ 20 ]    |
| Volume 8  | Phần 19 | 594–596, 599      | ngày 26 tháng 8 năm 2011  |                           | [ 20 ]    |
| Volume 9  | Phần 19 | 597–598, 600–601  | ngày 23 tháng 9 năm 2011  |                           | [ 20 ]    |
| Volume 10 | Phần 19 | 602–605           | ngày 28 tháng 10 năm 2011 |                           | [ 20 ]    |
|           | Phần 20 | Volume 1          | 606–609                   | ngày 27 tháng 1 năm 2012  | [ 21 ]    |
| Volume 2  | Phần 20 | 610–613           | ngày 24 tháng 2 năm 2012  |                           | [ 21 ]    |
| Volume 3  | Phần 20 | 614–617           | ngày 23 tháng 3 năm 2012  |                           | [ 21 ]    |
| Volume 4  | Phần 20 | 618–621           | ngày 27 tháng 4 năm 2012  |                           | [ 21 ]    |
| Volume 5  | Phần 20 | 622–624, 631      | ngày 25 tháng 5 năm 2012  |                           | [ 21 ]    |
| Volume 6  | Phần 20 | 625–628           | ngày 26 tháng 6 năm 2012  |                           | [ 21 ]    |
| Volume 7  | Phần 20 | 629–630, 632–633  | ngày 27 tháng 7 năm 2012  |                           | [ 21 ]    |
| Volume 8  | Phần 20 | 634–637           | ngày 24 tháng 8 năm 2012  |                           | [ 21 ]    |
| Volume 9  | Phần 20 | 638-641           | ngày 28 tháng 9 năm 2012  |                           | [ 21 ]    |
| Volume 10 | Phần 20 | 642–645           | ngày 26 tháng 10 năm 2012 |                           | [ 21 ]    |
|           | Phần 21 | Volume 1          | 646–647, 651              | ngày 22 tháng 2 năm 2013  | [ 22 ]    |
| Volume 2  | Phần 21 | 648–650, 658      | ngày 22 tháng 3 năm 2013  |                           | [ 22 ]    |
| Volume 3  | Phần 21 | 652–655           | ngày 26 tháng 4 năm 2013  |                           | [ 22 ]    |
| Volume 4  | Phần 21 | 656–657, 659–660  | ngày 24 tháng 5 năm 2013  |                           | [ 22 ]    |
| Volume 5  | Phần 21 | 661–664           | ngày 21 tháng 6 năm 2013  |                           | [ 22 ]    |
| Volume 6  | Phần 21 | 665–668           | ngày 26 tháng 7 năm 2013  |                           | [ 22 ]    |
| Volume 7  | Phần 21 | 669–670, 677, 680 | ngày 23 tháng 8 năm 2013  |                           | [ 22 ]    |
| Volume 8  | Phần 21 | 671–674           | ngày 27 tháng 9 năm 2013  |                           | [ 22 ]    |
| Volume 9  | Phần 21 | 675–676, 678–679  | ngày 25 tháng 10 năm 2013 |                           | [ 22 ]    |
|           | Phần 22 | Volume 1          | 681-683, 686              | ngày 24 tháng 1 năm 2014  | [ 23 ]    |
| Volume 2  | Phần 22 | 684–688           | ngày 21 tháng 2 năm 2014  |                           | [ 23 ]    |
| Volume 3  | Phần 22 | 689–691, 694      | ngày 21 tháng 3 năm 2014  |                           | [ 23 ]    |
| Volume 4  | Phần 22 | 692–693, 695–696  | ngày 25 tháng 4 năm 2014  |                           | [ 23 ]    |
| Volume 5  | Phần 22 | 697–700           | ngày 23 tháng 5 năm 2014  |                           | [ 23 ]    |
| Volume 6  | Phần 22 | 701–704           | ngày 20 tháng 6 năm 2014  |                           | [ 23 ]    |
| Volume 7  | Phần 22 | 705–708           | ngày 25 tháng 7 năm 2014  |                           | [ 23 ]    |
| Volume 8  | Phần 22 | 709–711, 718      | ngày 22 tháng 8 năm 2014  |                           | [ 23 ]    |
| Volume 9  | Phần 22 | 712–715           | ngày 24 tháng 10 năm 2014 |                           | [ 23 ]    |
|           | Phần 23 | Volume 1          | 716-717, 719, 726         | 27 tháng 3 năm 2015       | [ 24 ]    |
| Volume 2  | Phần 23 | 720-723           | 22 tháng 5 năm 2015       |                           | [ 24 ]    |
| Volume 3  | Phần 23 | 724-725, 727-728  | 26 tháng 6 năm 2015       |                           | [ 24 ]    |
| Volume 4  | Phần 23 | 729-732           | 24 tháng 7 năm 2015       |                           | [ 24 ]    |
| Volume 5  | Phần 23 | 733-735           | 28 tháng 8 năm 2015       |                           | [ 24 ]    |
| Volume 6  | Phần 23 | 736-739           | 29 tháng 9 năm 2015       |                           | [ 24 ]    |
|           | Phần 24 | Volume 1          | 740-743                   | 22 tháng 1 năm 2016       | [ 25 ]    |
| Volume 2  | Phần 24 | 744-747           | 22 tháng 2 năm 2016       |                           | [ 25 ]    |
| Volume 3  | Phần 24 | 748-750, 753      | 25 tháng 3 năm 2016       |                           | [ 25 ]    |
| Volume 4  | Phần 24 | 751-752, 757-758  | 22 tháng 4 năm 2016       |                           | [ 25 ]    |
| Volume 5  | Phần 24 | 754-756, 767      | 27 tháng 5 năm 2016       |                           | [ 25 ]    |
| Volume 6  | Phần 24 | 759-762           | 24 tháng 6 năm 2016       |                           | [ 25 ]    |
| Volume 7  | Phần 24 | 765-766, 768      | 22 tháng 7 năm 2016       |                           | [ 25 ]    |
| Volume 8  | Phần 24 | 763-764, 769, 774 | 26 tháng 8 năm 2016       |                           | [ 25 ]    |
| Volume 9  | Phần 24 | 770-773           | 23 tháng 9 năm 2016       |                           | [ 25 ]    |
| Volume 10 | Phần 24 | 775-778           | 25 tháng 11 năm 2016      |                           | [ 25 ]    |
|           | Phần 25 | Volume 1          | 779-783                   | ngày 27 tháng 1 năm 2017  | [ 26 ]    |
| Volume 2  | Phần 25 | 784-786, 789      | 24 tháng 2 năm 2017       |                           | [ 26 ]    |
| Volume 3  | Phần 25 | 787-788, 790-791  | 24 tháng 3 năm 2017       |                           | [ 26 ]    |
| Volume 4  | Phần 25 | 792-795           | 21 tháng 4 năm 2017       |                           | [ 26 ]    |
| Volume 5  | Phần 25 | 796-799           | 26 tháng 5 năm 2018       |                           | [ 26 ]    |
| Volume 6  | Phần 25 | 800-803           | 23 tháng 6 năm 2017       |                           | [ 26 ]    |
| Volume 7  | Phần 25 | 804-805           | 21 tháng 7 năm 2017       |                           | [ 26 ]    |
| Volume 8  | Phần 25 | 806-809           | 25 tháng 8 năm 2017       |                           | [ 26 ]    |
| Volume 9  | Phần 25 | 810-813           | 22 tháng 9 năm 2017       |                           | [ 26 ]    |
| Volume 10 | Phần 25 | 814-817           | 24 tháng 11 năm 2017      |                           | [ 26 ]    |
|           | Phần 26 | Volume 1          | 818—821                   | 26 tháng 1 năm 2018       | [ 27 ]    |
| Volume 2  | Phần 26 | 822—825           | 23 tháng 2 năm 2018       |                           | [ 27 ]    |
| Volume 3  | Phần 26 | 826—829           | 23 tháng 3 năm 2018       |                           | [ 27 ]    |
| Volume 4  | Phần 26 | 830—833           | 27 tháng 4 năm 2018       |                           | [ 27 ]    |
| Volume 5  | Phần 26 | 834—837           | 25 tháng 5 năm 2018       |                           | [ 27 ]    |
| Volume 6  | Phần 26 | 838—841           | 22 tháng 6 năm 2018       |                           | [ 27 ]    |
| Volume 7  | Phần 26 | 842—844, 855      | 27 tháng 7 năm 2018       |                           | [ 27 ]    |
| Volume 8  | Phần 26 | 845—848           | 24 tháng 8 năm 2018       |                           | [ 27 ]    |
| Volume 9  | Phần 26 | 849—852           | 21 tháng 9 năm 2018       |                           | [ 27 ]    |
| Volume 10 | Phần 26 | 853—854, 856, 859 | 23 tháng 11 năm 2018      |                           | [ 27 ]    |
|           | Phần 27 | Volume 1          | 857—858, 860, 865         | 25 tháng 1 năm 2019       |           |
| Volume 2  | Phần 27 | 861—864           | 22 tháng 2 năm 2019       |                           |           |
| Volume 3  | Phần 27 | 866—870           | 22 tháng 3 năm 2019       |                           |           |
| Volume 4  | Phần 27 | 871—874           | 26 tháng 4 năm 2019       |                           |           |
| Volume 5  | Phần 27 | 868, 875—877      | 24 tháng 5 năm 2019       |                           |           |
| Volume 6  | Phần 27 | 878—879, 881—882  | 21 tháng 6 năm 2019       |                           |           |
| Volume 7  | Phần 27 | 883—886           | 26 tháng 7 năm 2019       |                           |           |
| Volume 8  | Phần 27 | 887—890           | 23 tháng 8 năm 2019       |                           |           |
| Volume 9  | Phần 27 | 891—892, 894—895  | 20 tháng 9 năm 2019       |                           |           |

### Khu vực 1
| Case Closed DVD volumes                    | Case Closed DVD volumes                    | EpisodesEng.              | Release date              | Ref.   |
| ------------------------------------------ | ------------------------------------------ | ------------------------- | ------------------------- | ------ |
|                                            | Case 1, Vol. 1: Secret Life of Jimmy Kudo  | 1–4                       | ngày 24 tháng 8 năm 2004  | [ 28 ] |
|                                            | Case 4, Vol. 1: Deadly Illusions           | 53–55                     | ngày 24 tháng 8 năm 2004  | [ 29 ] |
| Case 4. Vol. 2: The Desperate Truth        | 56–58                                      | ngày 12 tháng 10 năm 2004 | [ 30 ]                    |        |
| Case 4, Vol. 3: Like Old Times             | 59–61                                      | ngày 23 tháng 11 năm 2004 | [ 31 ]                    |        |
| Case 4, Vol. 4: Broken Dreams              | 62–64                                      | ngày 11 tháng 1 năm 2005  | [ 32 ]                    |        |
| Case 4, Vol. 5: Dubious Intent             | 65–67                                      | ngày 1 tháng 3 năm 2005   | [ 33 ]                    |        |
|                                            | Case 5, Vol. 1: The Truth About Revenge    | 68–69, 73                 | ngày 19 tháng 4 năm 2005  | [ 34 ] |
| Case 5, Vol. 2: The Knight Baron Mystery   | 70–72                                      | ngày 7 tháng 6 năm 2005   | [ 35 ]                    |        |
| Case 5, Vol. 3: Triple Threat              | 74–76                                      | ngày 26 tháng 8 năm 2005  | [ 36 ]                    |        |
| Case 5, Vol. 4: The Phantom Thief Kid      | 78–81                                      | ngày 11 tháng 10 năm 2005 | [ 37 ]                    |        |
| Case 5, Vol. 5: Covering Up                | 71, 82–83                                  | ngày 20 tháng 12 năm 2005 | [ 38 ]                    |        |
|                                            | Case 1, Vol. 1: The Investigation is Afoot | 1–9                       | ngày 21 tháng 2 năm 2006  | [ 39 ] |
| Case 1, Vol. 2: In Hot Pursuit             | 10–15                                      | ngày 2 tháng 5 năm 2006   | [ 40 ]                    |        |
| Case 1, Vol. 3: Ill-Fated Imposters        | 16–21                                      | ngày 11 tháng 7 năm 2006  | [ 41 ]                    |        |
| Case 1, Vol. 4: Wrong Answers Resolved     | 22–27                                      | ngày 19 tháng 9 năm 2006  | [ 42 ]                    |        |
|                                            | Case 2 Vol 1: The Exploits of Genius       | 28–33                     | ngày 28 tháng 11 năm 2006 | [ 43 ] |
| Case 2, Vol. 2: Cracking the Perfect Alibi | 34–39                                      | ngày 6 tháng 2 năm 2007   | [ 44 ]                    |        |
| Case 3, Vol. 1: Behind the Facade          | 40–45                                      | ngày 3 tháng 4 năm 2007   | [ 45 ]                    |        |
| Case 3, Vol. 2: Death Wears a Blindfold    | 46–52                                      | ngày 29 tháng 5 năm 2007  | [ 46 ]                    |        |

| Season   | Episodes | Regular Edition release date | Viridian Edition release date | Ref.          |
| -------- | -------- | ---------------------------- | ----------------------------- | ------------- |
| Season 1 | 1-26     | ngày 24 tháng 3 năm 2006     | ngày 14 tháng 7 năm 2009      | [ 47 ] [ 48 ] |
| Season 2 | 27-52    | ngày 30 tháng 9 năm 2008     | ngày 15 tháng 9 năm 2009      | [ 49 ] [ 50 ] |
| Season 3 | 53-79    | ngày 25 tháng 11 năm 2008    | ngày 23 tháng 3 năm 2010      | [ 51 ] [ 52 ] |
| Season 4 | 80-105   | ngày 17 tháng 2 năm 2009     | ngày 23 tháng 3 năm 2010      | [ 53 ] [ 54 ] |
| Season 5 | 106-130  | ngày 12 tháng 5 năm 2009     | ngày 23 tháng 3 năm 2010      | [ 55 ] [ 56 ] |